# Graf acíclic dirigit

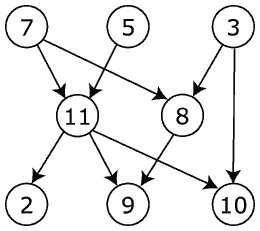
Un DAG simple.

En ciències de la computació i matemàtiques un  graf acíclic dirigit  (o  grafo acíclic dirigit ) conegut com a DAG per les seves sigles en anglès, és un graf dirigit que no té cicles; això significa que per a cada vèrtex  v , no hi ha un camí directe que comenci i acabi en  v . Els DAG apareixen en models on no té sentit que un vèrtex tingui un camí directe a ell mateix, per exemple, si un arc  o  →  v  indica que  v  és part de  o , crear un cicle  v  →  o  indicaria que  o  és subconjunt de si mateix i de  v , la qual cosa és impossible. Informalment un DAG "flueix" en només una direcció.
Cada DAG dona lloc a un ordenament parcial  ≤  sobre els seus vèrtexs, on  o  ≤  v  exactament quan hi ha un camí directe des de  o  a  v . Molts DAG poden generar el mateix ordenament parcial dels vèrtexs sent el de menor nombre d'arcs anomenat la reducció transitiva i el que major nombre d'arcs la Cloenda transitiva. En particular, la clausura transitiva  és  l'ordre d'accessibilitat  ≤ .

## Terminologia
Una  font  és un vèrtex sense fluxos (relacions) d'entrada, mentre que un  sifó  és un vèrtex sense fluxos (relacions) de sortida.
Un DAG finit té com a mínim una font i un sifó.
La  profunditat  d'un vèrtex, en un DAG finit, és la longitud del camí més llarg que hi ha des d'una font a aquest vèrtex, l'alçada d'un vèrtex és la longitud més llarga del camí que hi hagi des del vèrtex a un sifó.
La longitud d'un DAG finit és la longitud (nombre d'arcs) del camí directe més llarg. Aquesta longitud és igual a la màxima alçada de totes les fonts i igual a la màxima profunditat de tots els sifons.